# Pentapartito
El Pentapartito (del griego πέντε pénte, "cinco", y del italiano partito, "partido"), comúnmente abreviado como CAF (de las iniciales de Craxi, Andreotti y Forlani), se refiere al gobierno de coalición de cinco partidos políticos italianos que se formó entre junio de 1981 y abril de 1991. La coalición estaba formada por el partido Democracia Cristiana (DC) y cuatro partidos laicos: el Partido Socialista Italiano (PSI), el Partido Socialista Democrático Italiano (PSDI), el Partido Liberal Italiano (PLI) y el Partido Republicano Italiano (PRI).

## Historia

### La nueva mayoría

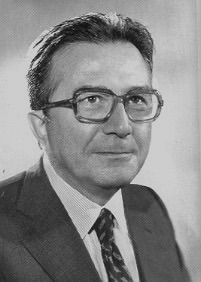
Giulio Andreotti

El Pentapartito comenzó en 1981 en una reunión del Congreso del Partido Socialista Italiano (PSI) cuando el demócrata cristiano Arnaldo Forlani y el secretario socialista Bettino Craxi firmaron un acuerdo con la "bendición" de Giulio Andreotti. Como el acuerdo se firmó en un tráiler, se denominó "pacto de la caravana". El pacto también se lo denominó "CAF" por las iniciales de los firmantes, Craxi-Andreotti-Forlani. Con este acuerdo, el partido DC reconoció la igual dignidad de los llamados "partidos laicos" de la mayoría (es decir, los socialistas, socialdemócratas, liberales y republicanos) y también garantizó una alternancia de gobierno (de hecho, Giovanni Spadolini del PRI y Bettino Craxi del PSI se convirtieron en los primeros no demócratas cristianos en ocupar el cargo de primer ministro). Con el nacimiento del Pentapartito, finalmente se descartó la posibilidad de un crecimiento de la mayoría hacia el Partido Comunista Italiano (PCI). Los demócratas cristianos siguieron siendo los líderes de la coalición y en varias ocasiones lograron evitar que representantes de los partidos laicos se convirtieran en primer ministro (Ciriaco De Mita se opuso, por ejemplo, mediante un veto continuo contra Craxi).
Otras fuentes, sin embargo, afirman que el "pacto de la caravana" sólo se estipuló entre Craxi, Forlani y Andreotti en 1989, en un estacionamiento de Ansaldo en Milán, donde tuvo lugar el Congreso del Partido Socialista Italiano. El pacto habría abierto un camino que habría comenzado con la caída del gobierno de De Mita y la formación de un gabinete con una transición liderada por los socialdemócratas, que culminaría en otro gobierno de Craxi, cuando estrenaría el sillón del Quirinale donde está prevista la investidura, o de Andreotti y Forlani. Eugenio Scalfari en julio de 1989 definirá "un acuerdo de régimen".

### El final y Tangentopoli

Bettino Craxi

La coalición terminó en 1991 cuando el PRI le retiró su apoyo a la coalición por no haber recibido el Ministerio de Comunicaciones. El 29 de marzo de 1991, el gobierno Andreotti VI de cinco partidos fue reemplazado por el gobierno Andreotti VII de cuatro partidos (cuadripartito) (hasta el 24 de abril de 1992). Esta coalición gobernante pertenece al período de ocaso de la llamada Primera República en Italia, la temporada terminó con la investigación mani pulite realizada por la Fiscalía de Milán, en la que se involucraron numerosos políticos y casi todos los líderes nacionales de los partidos que integraban el pentapartito: Giulio Andreotti (DC), Arnaldo Forlani (DC), Ciriaco De Mita (DC), Paolo Cirino Pomicino (DC), Bettino Craxi (PSI), Renato Altissimo (PLI), Francesco De Lorenzo (PLI), Giorgio La Malfa (PRI) ) y muchos otros, con la notable excepción de Giovanni Spadolini, que nunca tuvo cargos en su contra.
Esta fase de la democracia italiana se la conoce como Tangentopoli. Después de las elecciones de 1992, el quadripartito permaneció en el poder bajo el gobierno Amato, aunque el primer ministro Giuliano Amato dimitió el 28 de abril de 1993, posteriormente, el presidente de la República Oscar Luigi Scalfaro nombró al gobernador del Banco de Italia Carlo Azeglio Ciampi como nuevo primer ministro con el mandato de hacer frente a la grave crisis económica y reescribir la ley electoral. Una ley electoral fue aprobada por mayoría predominante tanto en la Cámara como en el Senado. Volvieron a las urnas en 1994 con el fin de ubicar el reposicionamiento de los partidos a la luz de la nueva legislación electoral (que todavía se aplicaba en 1996 y, por última vez, en 2001).

### Partidos sucesores
El sucesor no oficial del Pentapartito fue el Pacto por Italia, la coalición centrista liderada por Mariotto Segni y Patto Segni, el Partido Popular Italiano de Mino Martinazzoli, herederos del DC, el PRI de Giorgio La Malfa y la Unión Liberaldemocrática (Unione Liberaldemocratica) de Valerio Zanone.
En las elecciones generales de Italia de 1994 el PPI alcanzó solo el 11,07%, el Pacto Segni (con PRI y FdL, el sucesor del PLI) alcanzó el 4,68%, el PSI alcanzó solo el 2,19% y el PSDI solo alcanzó el 0,46%.

## Ideología
El Pentapartito era un conjunto de partidos de centro y centro izquierda, que se oponían tanto al Partido Comunista Italiano de izquierda como al Movimiento Social Italiano de derecha. A pesar de tener el carácter de una coalición secular y mucho más de izquierda, la alianza sufrió influencias conservadoras tanto de algunos pequeños grupos de la Democracia Cristiana como del Partido Liberal Italiano. El PSI tenía fuertes grupos mayoritarios socialdemócratas, keynesianos y socialistas liberales, pero algunas facciones tenían ideas menos libertarias sobre temas como las drogas (la "guerra contra las drogas" de Craxi).
Internacionalmente, el Pentapartito se apoyó en un fuerte europeísmo y atlantismo desde una política proárabe, (Craxi y Andreotti). Este hecho provocó muchas fricciones entre liberales y socialistas, y fue una de las causas de la desintegración de la coalición.

## Composición

### 1981–1991 (Pentapartito)
| Partido | Partido                                 | Ideología principal     | Líder/es                             |
| ------- | --------------------------------------- | ----------------------- | ------------------------------------ |
|         | Democracia Cristiana                    | Democracia cristiana    | Giulio Andreotti, Arnaldo Forlani    |
|         | Partido Socialista Italiano             | Socialdemocracia        | Bettino Craxi                        |
|         | Partido Socialista Democrático Italiano | Centrismo               | Pietro Longo, Franco Nicolazzi       |
|         | Partido Republicano Italiano            | Socioliberalismo        | Giovanni Spadolini, Giorgio La Malfa |
|         | Partido Liberal Italiano                | Liberalismo conservador | Alfredo Biondi, Renato Altissimo     |

### 1991–1993 (Quadripartito)
| Partido | Partido                                 | Ideología principal     | Líder/es                          |
| ------- | --------------------------------------- | ----------------------- | --------------------------------- |
|         | Democracia Cristiana                    | Democracia cristiana    | Giulio Andreotti, Arnaldo Forlani |
|         | Partido Socialista Italiano             | Socialdemocracia        | Bettino Craxi                     |
|         | Partido Socialista Democrático Italiano | Centrismo               | Franco Nicolazzi                  |
|         | Partido Liberal Italiano                | Liberalismo conservador | Renato Altissimo                  |

## Resultados electorales
Mientras que para las elecciones europeas cada partido se presentó individualmente, en las elecciones generales surgió la coalición Pentapartito y en varios debates electorales los partidos del Pentapartito no se agredieron (manteniendo entre ellos una forma de neutralidad), concentrando su hostilidad contra el PCI, MSI y otros partidos minoritarios. La coalición gobernó Italia con una fuerte mayoría electoral de 1980 a 1991, año de la deserción del Partido Republicano de la coalición.
Esta deserción con el ascenso de la Liga Norte y el descontento hacia la Democracia Cristiana llevó a un fuerte declive de la base electoral del Pentapartito. En las elecciones generales de 1992, la coalición perdió su mayoría absoluta en ambas cámaras del parlamento, perdiendo más de 3 millones de votos; sin embargo, las distorsiones mayoritarias ocultas en el sistema electoral proporcional (ya que los restantes se cuentan en distritos electorales), permitieron a la coalición lograr mayorías estrechas en tanto la Cámara (mayoría de 16 escaños) como el Senado (mayoría de solo 5 escaños; 8, considerando a los senadores vitalicios Taviani, Andreotti de DC y De Martino del PSI). El caos provocado durante las elecciones presidenciales de 1992, el débil liderazgo del primer ministro socialista Giuliano Amato, la irrupción de Tangentopoli con muchos ministros y parlamentarios mayoritarios investigados o detenidos, y la nueva ley electoral, apodada Mattarellum (de su autor Sergio Mattarella, el futuro Presidente de Italia), condujo a la eliminación de casi todas las oligarquías partidistas (tanto de mayoría como de oposición, con la excepción de los poscomunistas, MSI, Liga Norte y otros partidos regionales), la posterior disolución de todos los partidos del Pentapartito y a una elección anticipada dos años después en marzo de 1994.

### Parlamento italiano

#### Cámara de Diputados
| Año electoral | Votos            | %    | Escaños | +/− | Primer ministro |
| ------------- | ---------------- | ---- | ------- | --- | --------------- |
| 1983          | 20.862.169 (1.º) | 56,3 | 366/630 | –   | Bettino Craxi   |
| 1987          | 22.114.134 (1.º) | 57,3 | 381/630 | 15  | Giovanni Goria  |
| 1992          | 19.170.106 (1.º) | 48,9 | 331/630 | 50  | Giuliano Amato  |

#### Senado de la República
| Año electoral | Votos            | %    | Escaños | +/− | Primer ministro |
| ------------- | ---------------- | ---- | ------- | --- | --------------- |
| 1983          | 17.088.783 (1.º) | 54,9 | 182/315 | –   | Bettino Craxi   |
| 1987          | 18.108.049 (1.º) | 55,9 | 186/315 | 4   | Giovanni Goria  |
| 1992          | 15.405.421 (1.º) | 46,2 | 163/315 | 23  | Giuliano Amato  |